# 戸山競馬
戸山競馬（とやまけいば Toyama Racecourse）あるいは戸山学校競馬（とやまがっこうけいば）は、陸軍戸山学校西側隣接地、現在の新宿区大久保3丁目（早稲田大学理工学部キャンパスや保善高校、戸山公園西側あたり）に1879年（明治12年）7月に開設された戸山学校競馬場で開催された競馬。主催は共同競馬会社で1879年（明治12年）秋から1884年（明治17年）春まで春秋に開催された。しかし、当時の戸山は交通が不便だったため共同競馬会社主催競馬は1884年（明治17年）秋場所からは上野不忍池に移された。

## グラント将軍来日と戸山学校競馬場開設
1879年（明治12年）6月、アメリカ合衆国前大統領グラント将軍が来日した。グラント将軍一行は7月3日に横浜に到着したが、飛行機のない時代、明治政府にとって国家元首を経験した国賓級の人物を迎えることは初めてでその歓迎ぶりは尋常なものではなかった。2か月余りの滞在中政府は様々な歓待行事を行った。その歓待行事の一つとして政府は競馬開催を計画する。宮内省・外務省が主唱して陸軍戸山学校西側隣接地に競馬場を新設、競馬場は7月上旬に竣工した。競馬場の馬場は楕円形で一周は1280メートル。陸軍が競馬を執行することになり、臨時競馬規則を定める。出走馬は内国産馬（日本馬）と雑種に分け、また官有馬と個人所有の馬を区別する（賞金は個人所有馬に手厚くする）。横浜根岸競馬で勝利した馬には勝利数に応じてハンディ（負担重量の増加）を付る。出走馬の検査の7ないし10日前に報知する。などの規則を細かく設け競走番組は10回行う。第一回目の競走は内国産官馬のレースでレース名は「一の谷」距離は3/4周（960メートル）賞金は7円、第二回目も内国産官馬のレースで「三方が原」960メートル、第三回目は個人所有馬で内国産馬雑種馬混合でレース名は「衣川」賞金は30円、第四回目のレース名は「桶狭間」、第9回目のレースは内国産個人所有馬のレース「宇治川」で距離は1周1280メートル賞金額75円など。レース名はすべて古の合戦場の地名である。開催日は8月20日とし8月9日には陸軍卿西郷従道名でグラント将軍に招待状を出す。当日には明治天皇がご臨幸しグラント将軍およびその随員たち、日本側は宮家や旧大名、政府高官がこぞって参加し競馬を観覧した。第1レースは宮内庁の馬「戸来」が勝ち、第2レースは陸軍の馬「吉川」、第3レースは陸軍林少佐所有の馬「花房」が勝ち、もっとも賞金の高い第9レースは宮内省の調馬師木村介一所有の「雷」が勝つ。明治天皇は1時から5時まで観戦、グラント将軍は6時すぎまで観戦した。
明治政府はこの5日後にも上野公園で流鏑馬や犬追物などの騎射をグラントに披露し、グラントは返礼に優良なアメリカ産牡馬を寄贈する。この馬は北海道で種馬となり、多数の優良産駒を生んで日本の馬の改良に貢献した。

## 共同競馬会社による戸山競馬
戸山学校競馬場はグラント将軍の歓待用に作られたが、グラント将軍が帰国したのち1879年（明治12年）11月30日には共同競馬会社によって第1回戸山競馬が開催された。
共同競馬会社は幹事に松方正義、蜂須賀茂韶。議員に野津道貫、保科正敬、鍋島直大、田中光顕、石井邦猷、小沢武雄、西寛二郎、黒川通軌、楠本正隆など、旧大名、明治の元勲、政治家、高級将校などが名を連ねる会社であり、馬主にも旧大名たちや伊藤博文、西郷従道、岩崎弥之助をはじめ名士が名を連ねていた。1884年当時の競走馬は大半は内国産馬（在来の日本馬）で雑種馬も少数いたが、純粋なサラブレッドなどの西洋馬は見つけることが出来ない。馬主には外国人も多く含まれ、馬の名も電光、豊駒などの和名、アラキヤン、サンテルムなどの洋風名のそれぞれがあった。
共同競馬会社によって開催された第1回戸山競馬は日本の皇族、来日中のイタリア王国の王族（トンマーゾ・ディ・サヴォイア）、大臣参議、政府高官、軍将校など多数が集まり、11月30日12時50分に第1競走がスタート、第1競走では鹿児島産馬アラキヤンが勝利し賞品の花瓶代45円を獲得する。第1回戸山競馬初日には6レースが組まれている。
第2回戸山競馬は翌1880年（明治13年）4月17,18日の2日間開催され、第3回目は同年10月16,17日の二日間。
第3回目戸山競馬の第1レースは日本馬のレースで距離は3/4周（960メートル）未勝利馬のレースが組まれ、初日、二日目ともに日本馬のレースと雑種馬のレースが混在して距離も短いもので3/4周（960メートル）長いもので1と1/4周（1600メートル）の計7レースが行われている。以後も毎年春秋に2日間開催されるが各レースの勝ち馬には賞金が100円から40円程度の金額と宮内省からの賞品などが与えられた。
1880年（明治13年）の春場所からは明治天皇も来訪し、共同競馬会社主催の戸山競馬に合計5回観覧した（上野不忍池競馬には7回で明治天皇は合計で12回共同競馬会社主催を観覧している）。

しかし、当時の戸山は交通が不便であったため1884年（明治17年）秋場所からは上野不忍池に場所を移動し、戸山での競馬は終了する。上野不忍池競馬では開催日も各場所3日間に増え1日の開催レース数も8レースと増加し観客も多く詰めかけ盛況を得る。
戸山学校競馬場跡地は後には陸軍の射撃場となり、平成の現在では早稲田大学理工学部キャンパスや保善高校、戸山公園などになっている。